# 北京城墙

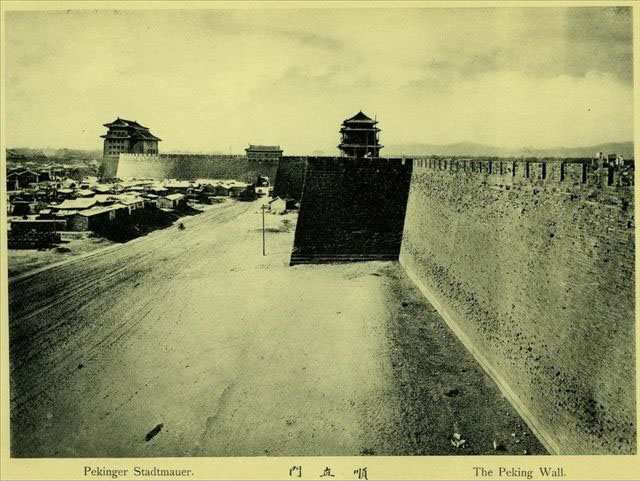
1900年的北京城墙，位于顺直门附近

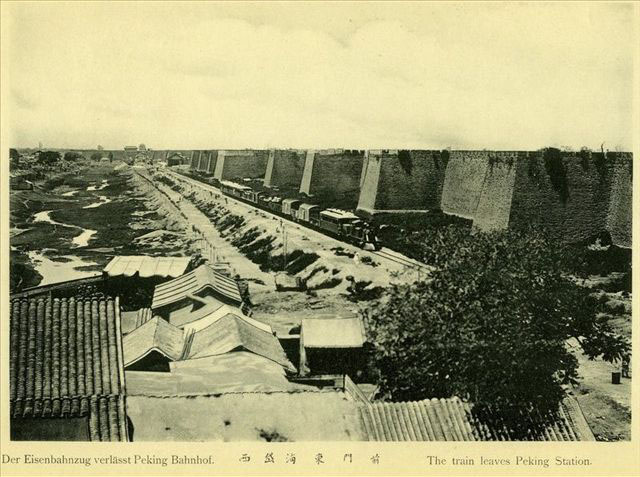
1900年的北京城墙，位于前门东，海岱门西

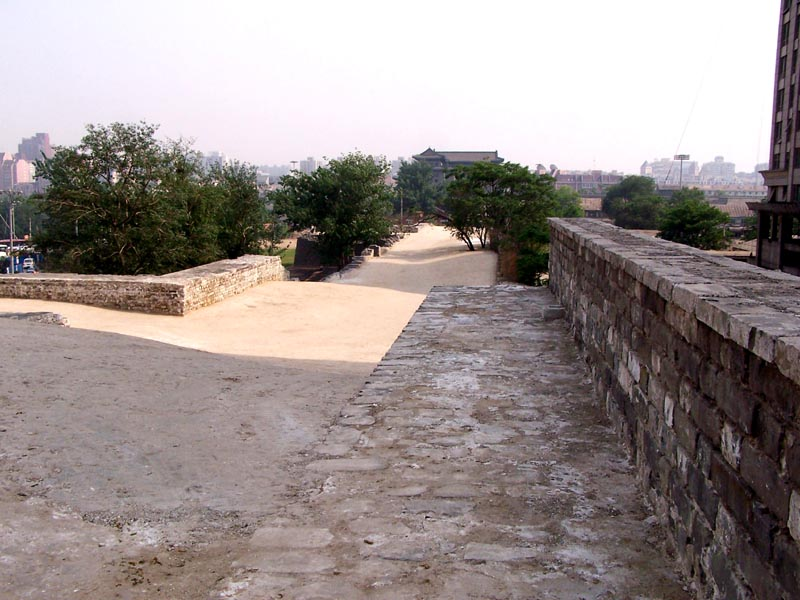
北京内城东垣南段遗址，远处建筑为东南角楼

北京城墙是中国历史上最后两代王朝明和清的都城——京师顺天府的城墙，是明清北京城的重要组成部分。

## 历史

### 兴建
明清北京城的前身为1264年营建的元大都城。大都城设计时曾参照《周礼·考工记》中“九经九轨”、“前朝后市”、“左祖右社”的记载，规模宏伟，规划严整，设施完善。惟城北為適應蒙古族生活方式，並沒有九经九轨的規畫，也少有固定式建築。
1358年，歐洲黑死病蔓延至元大都。
1368年（洪武元年）八月，明朝将军徐达攻陷元大都。由于元顺帝不战而逃，城市未受到破坏，完整地保留了下来。但是由于城池过大，因黑死病與元順帝北逃，人口僅剩萬餘，非常不利于防守，于是徐达决定将北城墙向南移2.8公里，加上古代城池建設不能超過都城的三分之一，放弃城北的閒地於墳地(或為蒙古包住宅區)。同时用城砖将城墙外侧包砌起来，以提高其防守能力。
1399年朱棣发动靖难之役，于1402年夺得帝位，于1403年改北平为北京。1406年（永乐四年），开始筹划迁都北京，相继建成皇城、宫城，同时将南城墙南移0.8公里。
1436年至1445年，明英宗对北京城墙进行了第二次增建，将城墙内侧用砖包砌；开挖太液池南海；建九门城楼、瓮城和箭楼；城池四角建角楼；城门外各立牌坊一座；护城河上的木桥全部改为石桥，桥下设水闸，河岸用砖石建造驳岸。整修之后的京城周长45里，形成了极其坚固的城防体系。在京城远郊建设了皇陵以及昌平城、拱极城和内长城等防御设施。
北京城建成后，曾多次面临蒙古瓦剌部的入侵，1476年（成化十二年）提出在京城外加筑外城的建议。1553年（嘉靖三十二年），在内城南面加筑外城，形成北京城池的“凸”字形格局。由此形成的北京城布局此后一直延续了近400年。

### 城墙的拆除
在明朝和清朝时期，非常重视对北京城墙的保护和修葺工作。城墙上不得任意增开豁口，城楼、箭楼、雉堞、墙面砖体如果发生破损、塌陷和酥裂起鼓，都要及时进行维修。直至1900年，北京城池仍保持完整。1900年义和团之乱时，英国军队扒开永定门东侧的外城城墙和天坛坛墙，将京奉铁路（京沈铁路）的终点由城外马家堡延伸至天坛内（英军和美军司令部所在地）。这是北京城墙第一次被扒开豁口。1901年，英军又将铁路终点东延至正阳门东侧，即后来的正阳门东火车站（前门火车站），以便使馆人员在战乱时乘车撤至天津。此外英军还将东便门南的外城东城墙扒开，修建了东便门至通州的铁路支线。
1912年至1949年期间，中华民国北洋政府、国民政府和华北维新政府都对北京城墙进行了小规模的拆除和改动。为方便交通，在城墙上开辟了和平门、建国门、复兴门等通道。皇城城墙除南面和西南面保留一段外，也被陆续拆除。到1949年时，北京城池的总体布局依然保持完整，大部分城楼、箭楼也保持完好。
1949年以后，北京成为中华人民共和国的首都。但此后中国政府认为北京城墙妨碍交通、不利于城市规划，因此决定将其彻底拆除。北京城墙的拆除经历了一个较长的过程。20世纪50年代外城城墙被彻底拆除；内城城墙从1953年开始陆续拆除，至文化大革命期间修建北京地铁，内城城墙被彻底拆除。
当时关于拆不拆城墙的问题双方争议十分激烈。以梁思成为代表的保留派认为保留城墙、开辟公园，可以美化环境，城内外交通问题只需多开几个豁口就可解决。此外北京城池的西段城墙在永定河泛滥时还可以起到防洪作用。主张保留城墙的人包括红学家俞平伯、时任文化部副部长的郑振铎、苏联专家团等。但迫于强大的政治压力，这派的声音被压制住。“大跃进”结束之后，全长39.75公里的北京城墙的外城已被全部拆除，内城拆除一半。   
进入60年代后，中苏交恶，战争一触即发。北京地铁的修建被提入日程。1965年7月1日，北京地铁开始建设。当时修建地铁采用开挖明渠然后加盖覆盖的方法，施工路线所经过的地区，地面建筑全部需要拆除。考虑到居民拆迁、占路施工等问题，因此地铁东段（城区之内）的路线大部分沿着北京内城的城墙基址。
地铁一期工程拆除了内城南墙、宣武门、崇文门，全长23.6公里。二期工程由北京站经建国门、东直门、安定门、西直门、复兴门，沿线拆除城墙及城门，全长16.04公里。
至1979年下令停止拆除残余城墙、并保护遗留城门时，北京城墙遗存的只有北京站南、内城东南角楼以北和西便门附近三处内城城墙残余。

## 建筑特色

### 内城城墙

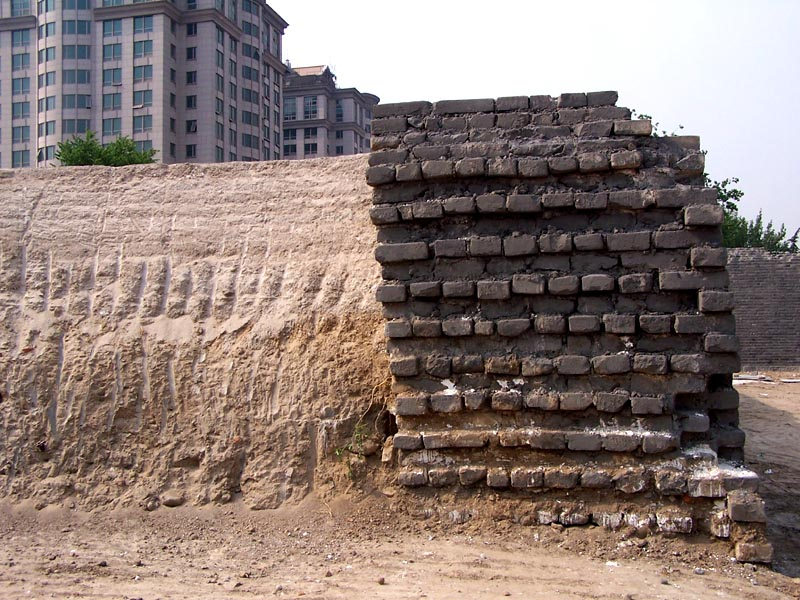
北京内城东城墙南段剖面，可见夯土墙心和外包砖层。此为2005年至2006年整修之后的状态

北京内城城墙中，最久的东垣和西垣修筑于元至元年间，北垣建于明朝洪武年间，南垣建于永乐年间。正统年间曾有大规模重修。内城城墙为夯土结构，外包1米至2.9米厚的砖层，基部为条石。城墙顶部外侧为雉堞，高1.9米，宽1.5米，厚0.75米，间距为0.5至0.8米。顶部内侧为女墙，高1.2米左右。
明初北平四面城墙中，北墙高四丈半左右，顶宽五丈；其他三面城墙高三丈左右，顶宽二丈，长约四十里。正统四年整修北京城墙后丈量的数据为：城南一面长2295丈9尺3寸，北面长2232丈4尺5寸，东面长1786丈9尺3寸，西面长1564丈5尺2寸。城墙高三丈五尺五寸，垛口五尺八寸，基厚六丈二尺，顶厚五丈。
根据1950年至1958年的一系列实测，北京内城的四面城墙的尺寸为：
- 北城墙顶厚平均为18.5米，基厚平均为24.5米，通高12米
- 南城墙平均顶厚15.5米，基厚19.5米，高11.6米
- 东城墙平均顶厚11.8米，基厚17.5米，高11.3米
- 西城墙平均顶厚12.75米，基厚15.6米，高10.65米。

城墙向外伸出的墩台，称为“敌台”，北京内城敌台顶长平均为20米，宽约35米，共有172座。每隔若干敌台，设一座大敌台，长20米，宽39至40米，为屯兵驻守之所。城墙四角为40米见方（底部尺寸）的角楼墩台。
北京内城城墙总长度约24公里，所围合的区域基本成东西较宽的方形，惟西北缺一角，被附会为女娲补天“天缺西北、地陷东南”之意。 但据遥感观测，此处原有城墙痕迹，使内城城墙呈完整的方形。但是这里的地形为沼泽和湿地，不利于地基稳固，因此推测原城墙修筑后不久即被废弃，并修筑斜角的新城墙，将此处割出城外。

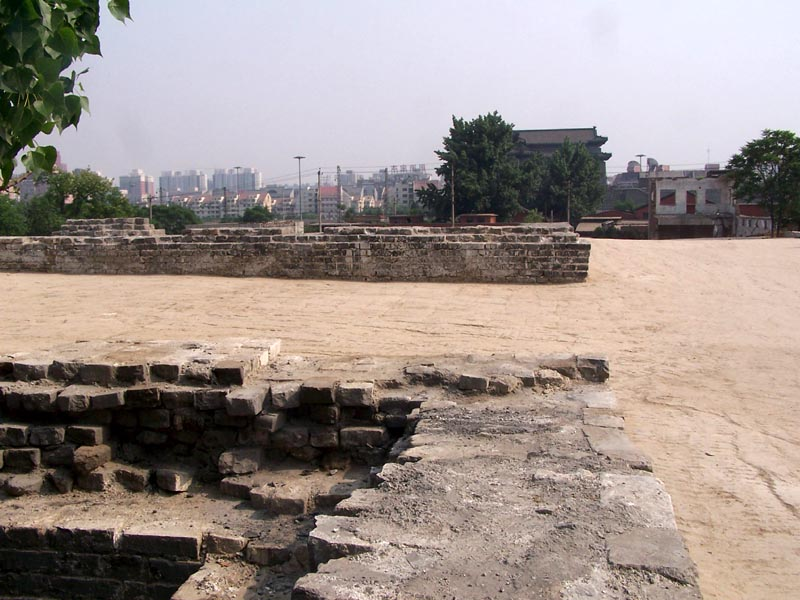
北京内城东城墙南段的敌台遗迹

历史上，北京内城曾多次遭到进攻，如明朝俺答汗和后金的围攻，以及清朝义和团之乱时八国联军的进攻，但因城池坚厚，除八国联军之役外，在其它围城战中均未曾被强行攻破过。
1911年清朝灭亡后，对北京城池进行改建，为改善交通和修筑环城铁路，先后拆除了正阳门、朝阳门、宣武门、东直门、安定门等五座城门的瓮城，并拆除了皇城城墙和东安门。1924年在内城城墙南端西部新开和平门，1937年在东西城墙上分别开辟启明门（建国门）和长安门（复兴门）（这两个城门其实是豁口）。
1949年之后，中国共产党政权对北京城池进行了大规模的拆除工作。朝鲜战争期间，为便于在战时疏散民众，在内城城墙上增开了大雅宝胡同豁口、北门仓豁口（东四十条豁口）、鼓楼大街北豁口、新街口豁口、官园西豁口、松鹤庵胡同豁口等6处豁口。
1950年代后，北京城墙的存废问题引起了争论。建筑学家梁思成提出保留城墙，并将其改造为环城公园。为修建北京地铁，内城城门和城墙先后于1965年至1969年拆除。内城护城河的东西南三面也加盖改为暗沟，成为城市下水道系统的一部分。

### 外城城墙
因明朝中叶前期北京及周围地区多次遭到蒙古军队袭扰，因此嘉靖二十一年（1542年）掌都察院毛伯温奏请修筑北京外城。嘉靖二十九年（1550年）开始修筑前三门外的关厢城（三座独立于城门之外的小城），但由于需要拆毁的店铺民房甚多，民情汹惧，工程不久即停止。
嘉靖三十二年（1553年），给事中朱伯辰奏称“城外居民繁众，不宜无以围之……四郊咸有土城故址，环绕如规，周可百二十余里。若仍其旧贯，增卑补薄，培缺续断，可事半功倍”。于是明世宗命朱伯辰等人相度外城选址，择日兴工。兵部尚书聂豹奏称外城可筑城七十余里，其走向为：自正阳门南马道口经天坛南墙向东，至荫水庵东墙，计九里；转北至元大都土城光熙门遗址，计十八里；向西至元土城肃清门遗址，计十九里；向南至金中都宫城北墙（西南土城）北端、再沿此墙向南包过金中都外城彰仪门遗址为十五里，再转西至马道口，为九里，四面共计七十二里，其中有旧城遗址可以沿用者二十二里，需要新筑者约四十八里。其规制拟为厚二丈、顶宽一丈二尺、高一丈八尺，内城各城门外新建外城城门九座，其位置与内城城门相直，另在东西城墙南段彰仪门、大通桥的位置各开一座城门，共计十一座城门。明世宗批准该奏，于当年三月开始动工。四月，明世宗又虑工费太大，不易成功，乃命严嵩前往工地视察。严嵩会同大学士夏圭回奏称宜先筑南面，待财力充裕时再补筑另外三面外城。严嵩又奏称，若四周围以外城，南面城墙长度当为二十余里，今既只筑一面，则南城墙筑十二三里即可转而向北，接外城东南、西南两角楼。明世宗准奏，就此形成北京外城城墙的格局。
北京外城又称“国城”、“外郭”。城墙长28里，高7.5米至8米，底宽约12米，顶宽约9米。东南角因避让水洼而向内曲折，被附会为“地陷东南”。北京外城城墙周长28里（14.409公里），城墙内为夯土，外包砖石。外城城墙外层包砖1米左右，多为明代大城砖，内层包砖0.7米左右，多为清代小城砖。外城通高6至7米，顶厚10至11米，基厚11至15米。西段城墙最窄，顶厚平均为4.5米，基厚7.8米。

### 皇城城墙
北京皇城城墙修筑于明朝永乐年间，是在元大都皇城的基址上向东、北、南三面扩建而成的，是北京宫殿城池建设的配套工程。皇城城墙周长18里（北城墙2506米，南城墙1701米，东城墙2756米，西城墙3724米），平面呈长方形，西南角因避让道衍和尚為住持的庆寿寺而維持元代南皇城牆故缺一角。一說西南為內鬼門留慶壽寺鎮守鬼門故避之。墙高约7至8米，底厚2米，顶厚1.7米，外刷红赭色泥灰，上覆黄琉璃瓦。皇城牆是北京城墻中唯一比南京城牆長的部分，其餘內城外郭及宮城皆小於南京城。

### 紫禁城城墙
北京紫禁城城墙修建于明永乐四年至十四年。城墙周长3.4公里，高10米，基厚8.62米，顶宽6.66米，上有高0.84米的雉堞。城墙内外各包2米厚的城砖，内为夯土及石块。

### 明代以前城墙
- 元代城墙：参见元大都、元大都城垣遗址公园。
- 金代城墙：金中都城墙位置在今北京市西城区、海淀区、丰台区一带。根据考古实测，其东北角在今宣武门内翠花街，西北角在海淀区羊坊店黄亭子，东南角在北京南站附近的四路通，西南角在今丰台区凤凰嘴村。以此推算，金中都南城墙长4900米，北城墙长4700米，东城墙长4300米，西城墙长4500米，近似成正方形。金中都城墙也为夯土墙，《析津志》记载城墙高40尺，《光绪顺天府志·金故城考》中记载，建造金中都城墙时“人置一筐，左右手排定，自涿州至燕京传递，空筐出，实筐入，人止土一畚，不日成之”。 至1950年代时，金中都城墙的西段和南段仍清晰可见，最高处达10米。后历经附近人民公社及工厂取土盖房，现在仅在凤凰嘴村残存一小段遗址，最高3米。

## 城墙的保护与复建

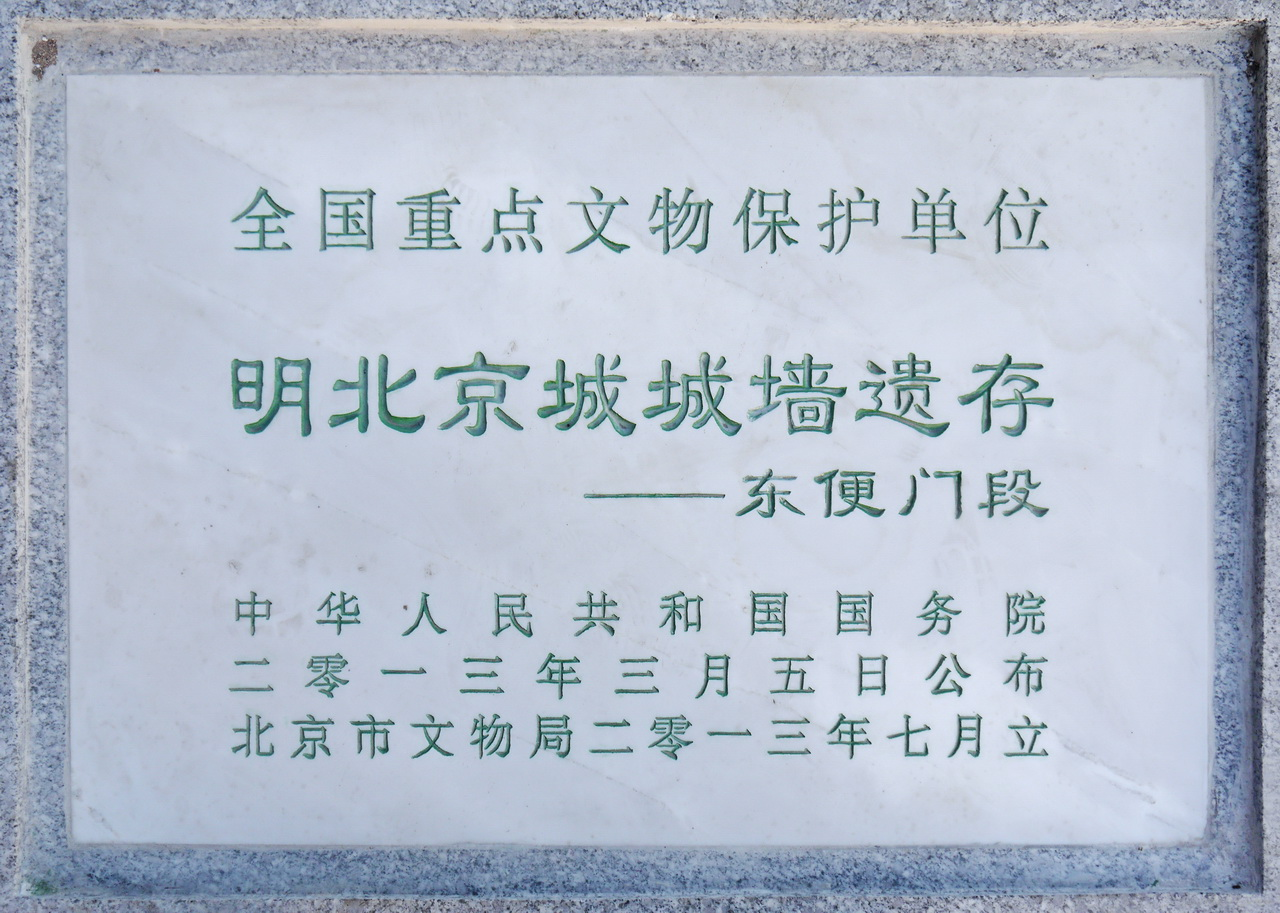
明北京城城墙遗存——东便门段（第七批全国重点文物保护单位 标志碑）

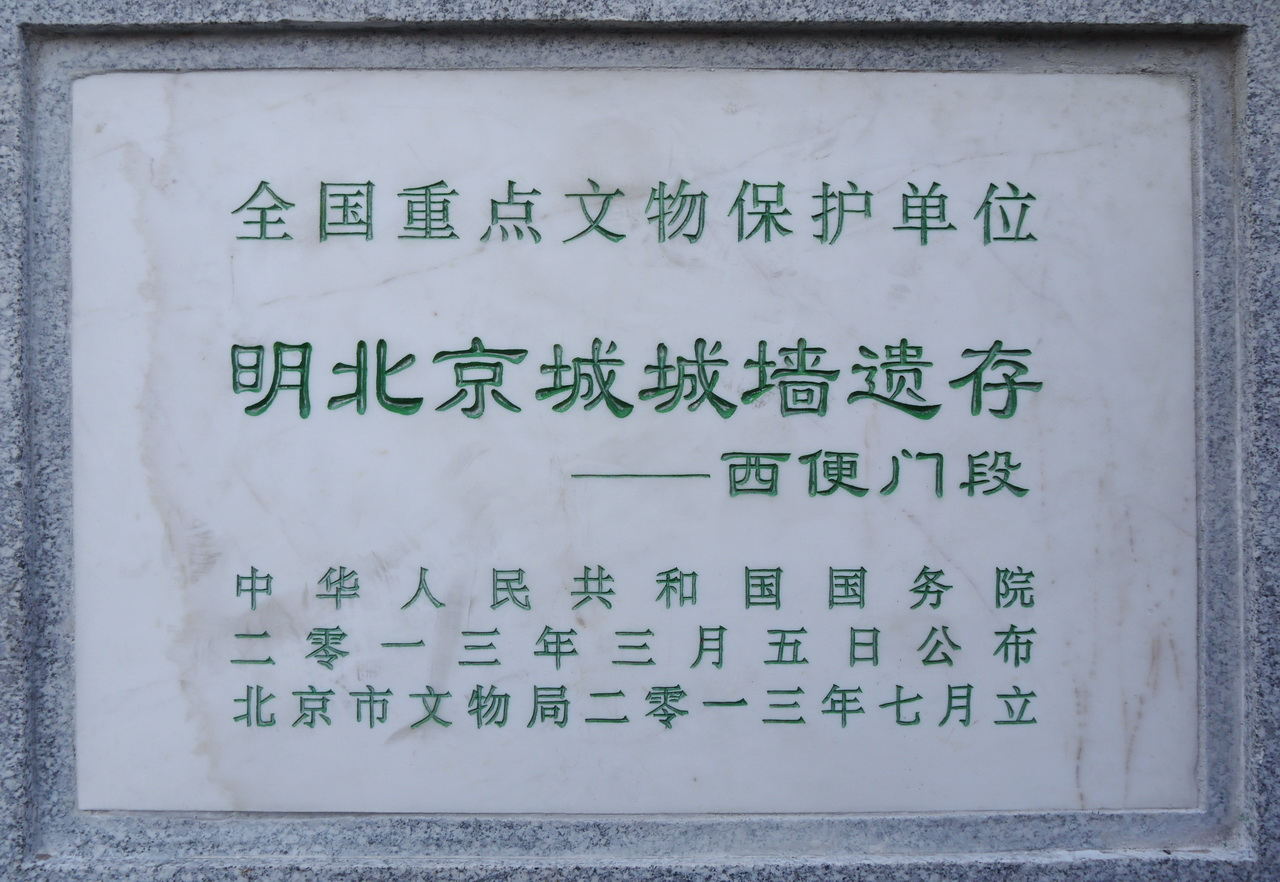
明北京城城墙遗存——西便门段（第七批全国重点文物保护单位 标志碑）

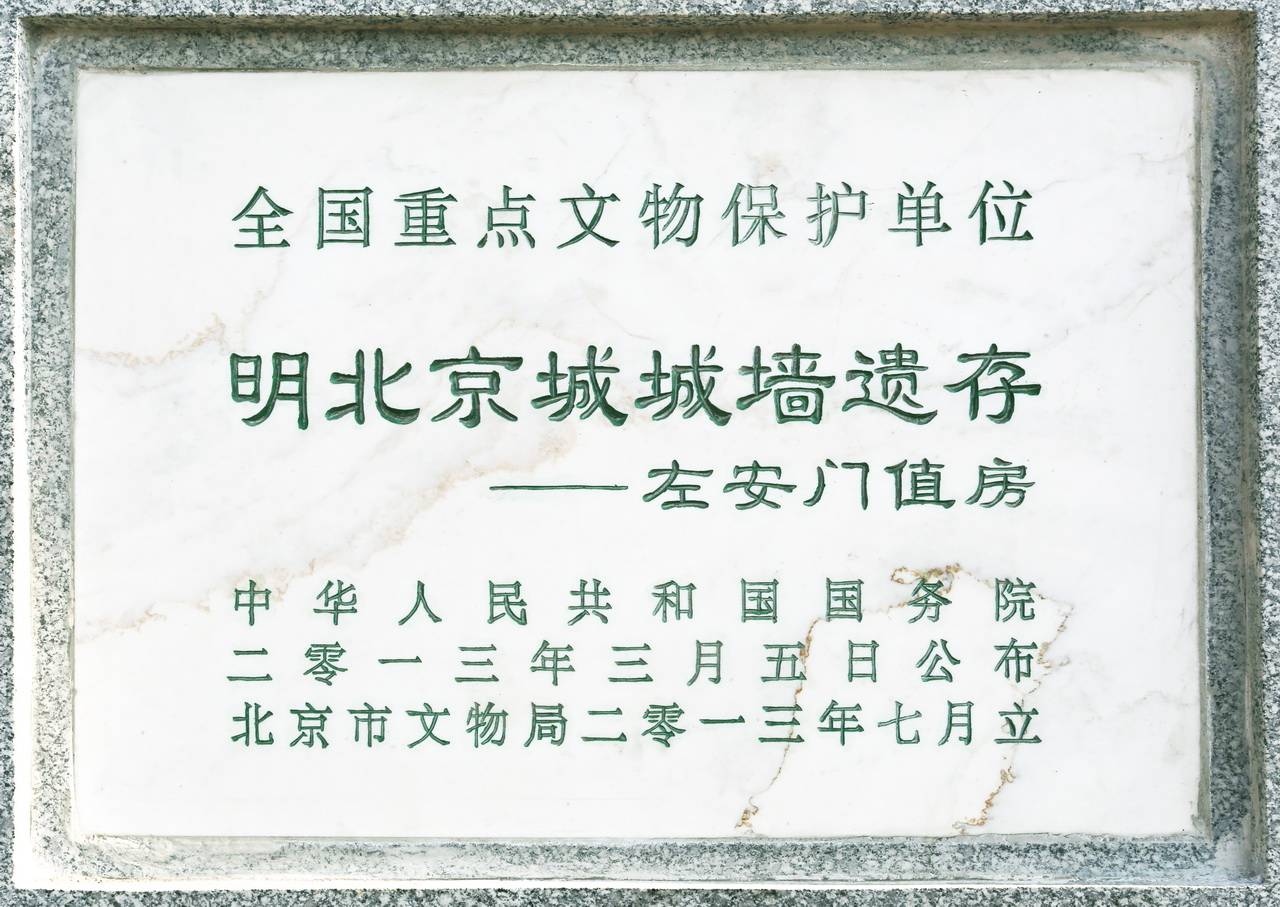
明北京城城墙遗存——左安门值房（第七批全国重点文物保护单位 标志碑）

随着复兴传统文化的声音增强与北京举办2008年夏季奥运会，已经有人要求恢复北京凸字形城池，再现昔日京城风华。永定门的复建即为一例。恢复北京城池的举措包括恢复护城河，复建前三门（甚至是整个内城所有的城门）等。不过，由于过去修建北京城池的土地现已多被占有开发，因此重建北京城池实际上有相当困难。可行性较大的工作包括对北京城池现存的城楼、箭楼、角楼和城垣进行保护，以及复建部分城墙。
1987年，西便门附近约100米长的明内城城墙残余部分被修复。2001年至2002年，位于北京站南的北京内城南城垣东段、全长1540米左右的城墙被整理修复，作为“明城墙遗址公园”开放，并被列为北京市重点文物保护单位。2005年至2006年，北京内城东城垣南段遗址整修完毕，也被纳入明城墙遗址公园。目前在讨论中的规划包括恢复北京古观象台段的城墙和敌台，以及复建外城东南角楼、恢复正阳门瓮城等。